# Catedral del Santísimo Redentor (Multán)
La Catedral del Santísimo Redentor es la iglesia principal de la diócesis de Multán de la Iglesia católica en el país asiático de Pakistán. Para el año 2008 El Padre Shahzad Niamat es el párroco de la catedral, y el Padre Shakeel John el asistente. 
El 25 de octubre de 1990, cerca de 2000 personas participaron en la celebración del jubileo de oro de la diócesis de Multan en la Catedral del Santísimo Redentor.
Hubo un gran regocijo en la Catedral el 8 de diciembre de 2004 cuando el Obispo Andrew Francis ordenó seis nuevos sacerdotes de la diócesis.
El 23 de septiembre de 2007 en la Catedral del Santo Redentor, a unos 1.000 católicos se reunieron para ver la inauguración oficial del Centro de Salud Padre Pío en los terrenos de la catedral. 